# Guanosine monophosphate
Pour les articles homonymes, voir GMP et E626 (homonymie).
La guanosine monophosphate (GMP), ou en français monophosphate de guanosine, ou acide guanylique, est un ribonucléotide retrouvé au sein de l'ARN.

## Chimie
La guanosine monophosphate est composée d'un groupement phosphate, d'un pentose, et de la guanine.
La forme sodique du GTP est le guanylate disodique (numéro E627). On peut aussi le trouver sous forme de sel de potassium et de calcium, le guanylate dipotassique (numéro E628) et le guanylate de calcium (numéro E629) respectivement.

## Exhausteur de goût
La guanosine monophosphate est un additif alimentaire (numéro E626) utilisé comme exhausteur de goût, pour apporter le goût umami aux préparations alimentaires.